# Dionne Brand
Dionne Brand (Port of Spain, 7 gennaio 1953) è una scrittrice e poetessa canadese, la cui opera è quasi interamente ispirata alle condizioni delle donne di colore.

## Biografia
Nata in Trinidad e Tobago, nel 1970 emigrò in Canada e studiò all'università di Toronto dove studiò filosofia e lingua inglese, riuscendo anche a laurearsi ed a insegnare "storia delle donne" nello stesso ateneo.
In aggiunta alla sua attività di scrittrice, ha anche diretto alcuni documentari per la National Film Board of Canada; tra questi, ebbe abbastanza successo: "In silenzio per qualcosa: Adrienne Rich e Dionne Brand in conversazione".
È un'attivista politica in favore dei diritti delle minoranze sessuali e delle comunità emarginate, tra cui quella del popolo di colore e degli omosessuali (lei stessa ha dichiarato di essere lesbica). Il suo nome non deve essere confuso con quello della collega Di Brandt, curiosamente anche lei poetessa canadese, quasi omonima e quasi coetanea.

## Opere

### Poesia
- Fore Day Morning - 1978
- Earth Magic - 1979
- Primitive Offensive - 1982
- Winter Epigrams - 1983
- Chronicles of the Hostile Sun - 1984
- No Language is Neutral - 1990
- Land to Light On - 1997
- thirsty - 2002

### Novelle
- In Another Place, Not Here - 1996
- At the Full and Change of the Moon - 1999
- What We All Long For - 2004

### Racconti brevi
- Sans Souci and Other Stories - 1988
- Rivers Have Sources, Trees Have Roots: Speaking of Racism - 1986

### Romanzi
- Rivers have sources, trees have roots: speaking of racism - 1986
- No Burden to Carry: Narratives of Black Working Women in Ontario, 1920s-1950s - 1991
- Bread Out of Stone - 1994 (revised 1998)
- Map to the Door of No Return: Notes to Belonging - 2001